# Opiter Verginius Tricostus
Pour les articles homonymes, voir Verginii.
Opiter Verginius Tricostus est un homme politique de la République romaine, consul en 502 av. J.-C.,

## Famille
Il est membre des Verginii Tricosti, branche de la gens patricienne des Verginii. Il est le fils d'un Opiter Verginius, son nom complet est Opiter Verginius Opet.f. Tricostus. Il est le père de Proculus Verginius Tricostus Rutilus, consul en 486 av. J.-C., de Titus Verginius Tricostus Rutilus, consul en 479 av. J.-C., d'Aulus Verginius Tricostus Rutilus, consul en 476 av. J.-C., et d'Opiter Verginius Esquilinus, consul suffect en 478 av. J.-C.

## Biographie
Tricostus est élu consul en 502 av. J.-C., avec Spurius Cassius Vecellinus pour collègue. Selon Tite-Live, les deux consuls affrontent les Aurunces. L'un d'eux est blessé mais l'autre parvient à s'emparer et à détruire Pometia. Les deux consuls célèbrent ensuite un triomphe à Rome,. Selon Denys d'Halicarnasse, Vecellinus obtient son triomphe pour avoir vaincu les Sabins tandis que Tricostus s'empare de Cameria,.